# Nordsamsø
Nordsamsø er betegnelsen for den del af Samsø, der ligger nord for Kanhavekanalen. I jægerstenalderen var Nordsamsø en ø, men en landhævning på ca. 3 m kombineret med materialevandringer langs kysterne skabte marine forland med strandvolde, dels ved Issehoved i nord, og dels ved Nordby Hede i syd. Dannelsen af Nordby Hede gjorde at Nordsamsø blev landfast med Sydsamsø.
På Samsø findes der flere dialekter, og nordøen har sin egen, der kaldes Nordsamsk eller Nordbysk.
I Nordby Bakker findes øens højeste punkt, det 64 meter høje  Ballebjerg, på hvilket der findes et udsigtstårn, hvorfra der i klart vejr er udsigt til Mols, Hjelm, øerne øst for Samsø, Røsnæs, Endelave, Tunø og hele Århusbugten. 
Nordsamsø er overvejende et morænelandskab, skabt under istiden. De fleste af Danmarks naturtyper er repræsenteret på Nordsamsø.  Issehoved er en minikopi af Skagens Gren. Bakkelandskabet mod nordvest, minder om Mols Bjerge. Flade marker omkring Nordby og Mårup, hvor øens tidligste kartofler dyrkes. Løv- og nåleskov mod syd. Lyngklædte hedearealer på vejen mod Langøre samt Stavns Fjord med engområde og et rigt dyreliv.
Den nordvestlige del er et Natura 2000-område,  nr. 58 Nordby Bakker og en stor del, i alt 480 ha er fredet. 